# ゴマフスズメ
ゴマフスズメ（胡麻斑雀、学名:Passerella iliaca）は、スズメ目ホオジロ科に分類される鳥類の一種である。

## 分布
北アメリカに生息する。主に北アメリカの北部、西部（アメリカ、カナダ）、アラスカ、アリューシャン列島で繁殖し、冬はアメリカの南部からメキシコ北部方面へ移動する。
日本では迷鳥で、長い間1935年11月に栃木県日光市で観察された1例しか記録がなかった。その後1985年冬に室蘭市で記録されたが、それ以降の観察記録はない。

## 形態
全長17cm。スズメの名前がつくがホオジロの仲間で、ホオジロ類としては大型の部類となる。頭から背中、肩羽がすすけた黒褐色。喉から腹にかけての体の下面は白っぽいが、黒斑が密にある（この模様が和名の由来である）。多くの亜種があり、亜種毎の形態差が大きい。

## 生態
平野部の森林やその周辺に生息する。「チッ、チッ」とよくさえずっている。

## 保全状態評価
- LEAST CONCERN (IUCN Red List Ver. 3.1 (2001))